# 帕夫洛·李
帕夫洛·“帕沙”·罗曼诺维奇·李（烏克蘭語：Павло «Паша» Романович Лі，1988年7月10日—2022年3月6日）是乌克兰高麗裔軍人、主持人、演员、创作歌手兼配音员，出生於克里米亚。2022年俄羅斯入侵烏克蘭時自愿从军，在俄军攻打伊尔平时被炮弹击中身亡。

## 影视作品

### 电影
- 《亡命坑（乌克兰语：Штольня (фільм)）》（2016年）
- 《无法忘却的阴影（乌克兰语：Тіні незабутих предкі）》（2012年）
- 《处之泰然（乌克兰语：Звичайна справа）》（2012年）
- 《＃SelfieParty（乌克兰语：SelfieParty）》（2016年）
- 《比赛规则（乌克兰语：Правило бою (фільм, 2017)）》（2017年）
- 《Meeting of Classmates（乌克兰语：Зустріч однокласників (фільм, 2019)）》（2019年）
- 《Myrnyi-21》（Мирний-21）[3][4]